# Tōkyō Puck
Tōkyō Puck (jap. 東京パック, Tōkyō Pakku) war ein japanisches Karikaturen- und Manga-Magazin, das ab 1905 in Japan bei Yūrakusha erschien. Es wurde vom Künstler Kitazawa Rakuten gegründet und war das erste seiner Art. Der Titel nimmt Bezug auf das ähnlich ausgerichtete amerikanische Magazin Puck, wo Rakutens Mentor Frank A. Nankivell arbeitete.
Das neuartige Magazin war ein bewusster Versuch Rakutens, sich von den bis dahin erschienenen Witz- und Karikaturzeitschriften abzusetzen, sogenannten ponchi nach dem Magazin Japan Punch. Diese machten Witze über die Form, er wolle mit Tōkyō Puck Witze über den Inhalt machen. Dafür erhielt Rakuten auch die Kontrolle über die Inhalte des Magazins und verwendete bewusst nicht das verbreitete Wort ponchi, sondern das bis dahin eher ungebräuchliche „Manga“. Das in Farbe gedruckte Magazin beinhaltete neben Karikaturen, die das aktuelle politische Geschehen kommentierten, Cartoon und Comicstrips mit bis zu sechs Bildern zu politischen oder unpolitischen Themen. Diese begründeten die japanischen Yonkoma-Comicstrips mit heute stets vier Paneln. Einige der Comicstrips im Tōkyō Puck entwickelten sich auch zu Fortsetzungsgeschichten. Wegen der politischen Inhalte war Rakuten wiederholt Druck von der japanischen Regierung ausgesetzt und einige Ausgaben durften nicht veröffentlicht werden.
Das wöchentlich erscheinende Magazin verkaufte sich bald 100.000 Mal. Es wurde ins Chinesische und Englische übersetzt, beziehungsweise die Zeichnungen wurden dreisprachig beschriftet, und erschien außerhalb Japans in Korea, Taiwan und China. Rakuten wurde durch Tōkyō Puck reich und bekannt. Außerdem holte er gezielt junge Künstler in das Magazin, um sie auszubilden und bekannt zu machen, unter ihnen Hekoten Shimokawa und Kawabata Shōtarō. Auch neue Magazine anderer Künstler und Verlage wurden von Tōkyō Puck inspiriert. 1912 verkaufte der Verlag die Rechte am Magazin. Kitazawa Rakuten verließ es daraufhin und startete weitere Magazine wie Rakuten Puck, Katei Puck und Kodomo no Tomo.